# Маландра Нуова (Кјети)
Маландра Нуова (итал. Malandra Nuova) је насеље у Италији у округу Кјети, региону Абруцо.
Према процени из 2011. у насељу је живело 18 становника. Насеље се налази на надморској висини од 227 м.